# شتوبیک
شتوبیک (به صربی: Štubik) یک منطقهٔ مسکونی در صربستان است که در نگوتین واقع شده‌است. شتوبیک ۹۳۹ نفر جمعیت دارد.